# Eanfrith z Nortumbrii
Eanfrith z Nortumbrii, Eanfrid, Anfrith — władca średniowiecznego anglosaskiego królestwa Bernicji.
Eanfrid był synem Etelfryda, pierwszego władcy, któremu udało się połączyć Bernicję i Deirę pod jednymi rządami. Wraz z braćmi Oswiu, Oswaldem, Oslacem, Oslafem, Offą i Oswudu byli athelingami Bernicji. Zostali oni wszyscy po śmierci ojca w 616 roku wypędzeni z kraju przez jego następcę, Edwina z Deiry. Do końca panowania Edwina nie odważyli się wrócić do kraju i domagać się swych praw do tronu; przebywali na dworach władców Piktów i Irlandczyków. Tam właśnie Eanfrid przyjął chrzest.
Kiedy Edwin zginął w bitwie z Pendą z Mercji, athelingowie Bernicji zdecydowali się na powrót z wygnania, a Eanfrid, jako najstarszy z nich, zasiadł na tronie Bernicji. W tym samym czasie władzę w sąsiedniej Deirze przejął Osric. Obydwaj młodzi władcy byli chrześcijanami, jednak po objęciu władzy porzucili nową religię i wrócili do wierzeń pogańskich. Kiedy Cadwallon, władca Gwyneddu w 634 roku zabił Osrica w oblężeniu bliżej niesprecyzowanej twierdzy i dał się poznać w Deirze jako krwawy tyran, Eanfrid przybył do niego z poselstwem, by prosić o pokój. Cadwallon jednak odmówił i zabił młodego władcę. 
Beda odnotował również, że apostazja Eanfrida i Osrica została uznana za "odrażającą" i kronikarze zdecydowali się wymazać ich imiona z historii a okres ich panowania zaliczyć do okresu panowania Oswalda, który ponownie połączył oba królestwa, co uważane jest za rzeczywiste powstanie Nortumbrii.